# YELLOW FUNK
『YELLOW FUNK』（イエロー・ファンク）は、日本のロックバンド、DOPING PANDAのメジャー4枚目のアルバム。2011年4月13日、gr8!recordsより発売。

## 解説
- アルバムとしてはベストアルバム『THE BEST OF DOPING PANDA』より3か月ぶり、フルアルバムとしては前作より約2年ぶりのリリース。
- 完全セルフ・プロデュース作品。Furukawaはこのアルバム制作の為に世田谷にプライベート・スタジオを設立[注 1]。アルバム内のレコーディングからミックスまでの作業を全てFurukawa一人で行っている[1]。
- 収録曲『song for my harmonics』と同日に配信リリースされた『can I close to you』は未収録[注 2]。
- 当初は3月の発売を予定していたが、東日本大震災の影響を受け、発売が一か月遅れることになった[2]。
- このアルバム発売後の2012年4月19日にバンドが解散した事から、バンドとしてのアルバムリリースは再結成後の2022年にリリースされた『Doping Panda』まで11年の歳月を空ける事になった。

## 収録曲
1. the anthem [5:07]
ミニアルバム『anthem』収録曲のリアレンジ・バージョン。
2. I said [2:35]
ミニアルバム『anthem』収録曲『I said enough for one night』のリアレンジ・バージョン。
3. You can change the world [3:06]
4. because of the love [3:51]
5. song for my harmonics [5:09]
配信限定シングル曲。表記はないが、様々なアレンジが施されたアルバム・バージョンとして収録。
6. catastrophe [3:28]
7. de la papa [3:21]
8. love song [2:44]
Furukawa一人で演奏を行っているアコースティック・ナンバー。
9. the miracle [4:09]
シングル曲『MIRACLE』のリアレンジ・バージョン。

全曲作詞・作曲：Yutaka Furukawa、編曲：DOPING PANDA